# Charioteer
FV4101 Charioteer – brytyjski niszczyciel czołgów  zaprojektowany w latach 50. na bazie czołgu Mk VIII Cromwell.
We wczesnych latach 50., w celu wzmocnienia Royal Armoured Corps, część czołgów Cromwell  otrzymało działo Ordnance QF 20 pounder (takie samo jak u Centuriona) w nowej wieży. Produkt otrzymał nazwę FV4101 Charioteer Heavy AT Gun. Około 200 pojazdów zostało przebudowanych przez Robinson and Kershaw Ltd w Cheshire. W praktyce Charioteer był używany przez jednostki brytyjskiej Territorial Army tylko w latach 50. Większość pojazdów zostało sprzedanych Austrii, Finlandii i Jordanii.

## Użytkownicy
- Wielka Brytania
- Austria  zakupiła 56 pojazdów w roku 1956.
- Finlandia 38 pojazdów "Charioteer Mk VII Model B" kupiono w roku 1960. Używano ich do roku 1979. W 2007 roku zostały sprzedane na aukcji.
- Jordania w 1954 wyposażyła dwa szwadrony (24 pojazdy) będące częścią 3 pułku czołgów. Kilka z nich zostało później sprzedane do Libanu.
- Liban
- Organizacja Wyzwolenia Palestyny zdobyła je kiedy armia libańska poszła w rozsypkę podczas wojny domowej w latach 1975–1990. Były przez nich używane w południowym Libanie.